# Дарцимелия, Дато
Дато Дарцимелия (груз. დათო დარციმელია; род. 28 января 1995, Тбилиси) — грузинский футболист, нападающий клуба «Колхети-1913».

## Клубная карьера
Выступал в чемпионате Грузии за «Локомотив» (Тбилиси) и «Алгети» (Марнеули). В феврале 2014 года подписал контракт с клубом украинской Премьер-лиги «Севастополь», где играл за молодёжный состав. В 2015 году выступал за венгерскую команду «Ньиредьхаза».
В июле 2015 года побывал на просмотре в черниговской «Десне». В апреле 2016 года перешёл в «Локомотив» (Тбилиси). Его следующей командой стал шведский «Хернёсанд». С начала 2019 года — игрок «Колхети-1913».

## Карьера в сборной
Первый матч за юношескую сборную до 17 лет сыграл 23 сентября 2011 года против Молдавии (2:1). В матче чемпионата Европы c Исландией забил гол, который вывел сборную Грузии в 1/2 финала.
За молодёжную сборную дебютировал в товарищеском матче со сборной Украины до 20 лет (0:1). 3 июня 2015 года принял участие в отборочной игре к чемпионату Европы 2017 против Сан-Марино (3:0).

## Достижения
- Полуфиналист чемпионата Европы среди юношей (до 17 лет): 2012